# Gorset ortopedyczny
Gorset ortopedyczny – aparat do unieruchamiania, odciążania i korekcji kręgosłupa, zbudowany z metalu, skóry lub tworzyw sztucznych; stosowany w leczeniu zachowawczym wielu schorzeń kręgosłupa.
Gorsety stosowane w leczeniu skoliozy:
- Boston
- Cheneau
- Spinecor (gorset dynamiczny)
- Milwaukee

Inne:
- Jevetta